# Eugène Cyrille Houndékon

Bischofswappen von Eugène Cyrille Houndékon

Eugène Cyrille Houndékon (* 28. Januar 1960 in Cotonou, Benin) ist ein beninischer Geistlicher und römisch-katholischer Bischof von Abomey.

## Leben
Eugène Cyrille Houndékon wurde am 2. Februar 1986 zum Diakon geweiht. Er empfing am 5. Juli 1986 durch den Erzbischof von Cotonou, Christophe Adimou, das Sakrament der Priesterweihe.
Am 20. Dezember 2007 ernannte ihn Papst Benedikt XVI. zum Bischof von Abomey. Der emeritierte Präfekt der Kongregation für die Bischöfe, Bernardin Kardinal Gantin, spendete ihm am 3. Februar 2008 die Bischofsweihe; Mitkonsekratoren waren der Erzbischof von Cotonou, Marcel Honorat Léon Agboton, und der emeritierte Bischof von Abomey, Lucien Monsi-Agboka.
Houndékon spricht mehrere Fremdsprachen, unter anderem Deutsch, das er 1989 bei einem Sprachaufenthalt lernte.